# Кушмірка
Кушмірка (рум. Cușmirca) — село у Шолданештському районі Молдови. Утворює окрему комуну.

## Населення
За даними перепису населення 2004 року у селі проживали 2427 осіб.
Національний склад населення села:
| Національність       | Кількість осіб | Відсоток   |
| -------------------- | -------------- | ---------- |
| молдавани румуни     | 2384 32        | 98,2% 1,3% |
| цигани               | 7              | 0,3%       |
| росіяни              | 2              | 0,1%       |
| українці             | 1              | < 0,1%     |
| інша / без відповіді | 1              | < 0,1%     |
| Всього               | 2427           | 100%       |